# Liste der Naturdenkmale in Gimbsheim
Die Liste der Naturdenkmale in Gimbsheim nennt die im Gemeindegebiet von Gimbsheim ausgewiesenen Naturdenkmale (Stand 29. Februar 2024).

## Naturdenkmale
| Nr.         | Bezeichnung                   | Lage                                | Beschreibung                                        | Bild                                    |
| ----------- | ----------------------------- | ----------------------------------- | --------------------------------------------------- | --------------------------------------- |
| ND-7331-376 | Pyramiden-Eichen              | An der Tuchbleiche, bei Nr. 10 Lage | Quercus robur 'Fastigiata', zwei Bäume              | Direkt Bild zu diesem Denkmal hochladen |
| ND-7331-475 | Baumreihe an der großen Grube | Lage                                | Tilia cordata, 17 Bäume, und Platanus sp., ein Baum | Direkt Bild zu diesem Denkmal hochladen |